# Route départementale 172 (Yvelines)
Pour les articles homonymes, voir Route départementale 172.
La route départementale 172 ou D172, est une route du département français des Yvelines.
Commençant sur la commune de Gambais, elle se termine à Montfort-l'Amaury.

## Localités traversées
- Gambais
- Grosrouvre
- Montfort-l'Amaury